# Limnophora shimai
Limnophora shimai är en tvåvingeart som beskrevs av Shinonaga 2005. Limnophora shimai ingår i släktet Limnophora och familjen husflugor. Inga underarter finns listade i Catalogue of Life.